# Добриев, Дудар Арсанакович
Дудар Арсанакович Добриев — участник Первой мировой войны в составе Ингушского конного полка «Дикой дивизии».

## Биография
В составе Ингушского конного полка вместе Дударом Добриевым служили его отец — прапорщик Арсанак Добриев (участник русско-японской войны), брат — прапорщик Дудар Добриев, и родственник — прапорщик Камбулат Добриев.
За героизм, проявленный во время Брусиловского прорыва Дудар Добриев был награждён орденом Святой Анны 3 степени с мечами и бантом.
17 марта 1917 года «за отличия в делах против неприятеля» Добриев был отмечен орденом Святого Станислава 2 степени с мечами.
4 июля 1917 года Добриев решительными действиями остановил отступление бежавшей под ударами неприятеля русской пехоты и влил её в цепь спешенных всадников. За этот подвиг в августе 1917 года постановлением Георгиевской думы Ингушского конного полка он был удостоен Георгиевского креста IV степени.